# Mauritius na Letnich Igrzyskach Paraolimpijskich 2008
Mauritius na Letnich Igrzyskach Paraolimpijskich w Pekinie reprezentowało 2 zawodników – jeden lekkoatleta i jeden pływak. Był to trzeci występ Mauritiusu na Paraolimpiadzie – poprzednio w 1996 i 2004.

## Kadra

### Lekkoatletyka
- Richard Souzi

100 m na wózkach (T12) – 4. miejsce w swoim biegu eliminacyjnym (12,64)
200 m na wózkach (T12) – 3. miejsce w swoim biegu eliminacyjnym (25,30)

### Pływanie
- Pascal Laperotine

50 m stylem dowolnym (S9) – 21. miejsce w eliminacjach (36,39)